# Luděk Pachman
Luděk Pachman (Bělá pod Bezdězem, 11 de maio de 1924 — Passau, 6 de março de 2003)   foi um jogador de xadrez da Tchecoslováquia, Grande Mestre de Xadrez e vencedor de vários torneios internacionais e do campeonato nacional de seu país. Venceu três torneios zonais e competiu em quatro torneios internazonais consecutivos quase se qualificando ao torneio de candidatos na última ocasião. Pachman venceu alguns torneios menores e seu melhor resultado foi no Havana (1963) em que ficou em segundo lugar, empatado com Efim Geller e Mikhail Tal e um ponto atrás do vencedor Victor Korchnoi. Ele também representeou seu país em todas as oito Olimpíadas de xadrez disputadas entre 1952 e 1966 jogando quase sempre no primeiro tabuleiro.